# Forsyth (Montana)
Forsyth is een plaats (city) in de Amerikaanse staat Montana, en valt bestuurlijk gezien onder Rosebud County.

## Demografie
Bij de volkstelling in 2000 werd het aantal inwoners vastgesteld op 1944.
In 2006 is het aantal inwoners door het United States Census Bureau geschat op 1898, een daling van 46 (-2,4%).

## Geografie
Volgens het United States Census Bureau beslaat de plaats een oppervlakte van
2,9 km², geheel bestaande uit land. Forsyth ligt op ongeveer 766 m boven zeeniveau.

## Plaatsen in de nabije omgeving
De onderstaande figuur toont nabijgelegen plaatsen in een straal van 68 km rond Forsyth.